# Edniesha Curry
Edniesha Nicole Curry (Los Angeles, 9 luglio 1979) è un'ex cestista e allenatrice di pallacanestro statunitense, professionista nella WNBA.

## Carriera
È stata selezionata dalle Charlotte Sting al terzo giro del Draft WNBA 2002 (41ª scelta assoluta).